# L'uomo di Filadelfia
L'uomo di Filadelfia (The Philadelpian) è un romanzo bestseller di Richard Pitts Powell del 1956 ambientato fra il 1857 e il 1956.
È stato pubblicato in lingua italiana da Garzanti nel 1963 con la traduzione di Raoul Solderini.
Al libro è ispirato il film I segreti di Filadelfia  (The Young Philadelphians) del 1959 diretto da Vincent Sherman che ricevette tre nomination al premio oscar.

## Personaggi principali
- Margareth O'Donnell (bisnonna di Anthony):
giovane donna trasferitasi dall'Irlanda a Filadelfia nella primavera del 1857 dopo anni di carestia nella fattoria di famiglia e la morte dei genitori. Venne assunta come domestica dell'influente famiglia Clayton quasi subito dopo esser scesa dalla nave. Attirata dall'idea di far parte del mondo aristocratico, la ragazza, ancora analfabeta, apprende a leggere, a scrivere e a comportarsi come si conviene.
Il figlio dei Clayton, Glendenning, studente di medicina ad Harvard, s'invaghì di lei e una sera, al rientro da un party estivo ubriaco, ha un rapporto sessuale con la donna che rimane incinta di Mary.
- Mary O'Donnell (nonna di Anthony):
avvenente, giovane e arrivista, all'età di quasi 30 anni accalappiò Harry Judson, un giovanotto mediamente facoltoso con la speranza di entrare a far parte dell'aristocrazia di Filadelfia. Dalla loro unione nacque Katherine.
- Katherine Judson (madre di Anthony): ragazza umile e un po' ribelle ai buoni costumi altolocati.
- Avv.Anthony Judson Lawrence.